# Jan Bárta (architekt)
Jan Bárta (* 9. srpna 1942 Praha) je český architekt a památkář. Napsal několik knih o památkové péči a specializuje se na oblast fasád a omítek na historických budovách. Je znám především jako zastánce obnovení pomníku maršála Radeckého na Malostranském náměstí v Praze, který byl odstraněn v roce 1921.

## Životopis
Narodil se v roce 1942 v Praze do rodiny pocházející z advokátů, lékárníků a měšťanů v Písku a v Českých Budějovicích. Vystudoval architekturu Fakultě architektury ČVUT a po ukončení studia pracoval nejdříve v OPBH Praha 1, kde měl na starosti opravy domů na Starém Městě a Malé Straně, což ho přivedlo k zájmu o památky. Následně pracoval pro pražský památkový ústav, od roku 1969 jako projektant v družstvu umělecké výroby Štuko a pak v letech 1980–1989 ve Státních restaurátorských atelierech Ministerstva kultury. V roce 1991 Jan Bárta spolu s chemikem Jiřím Rathouským založili firmu Aqua na výrobu fasádních barev, hydrofobních nátěrů a dalších chemikálií zaměřených na restaurování historických budov. Tato firma je výhradním dodavatelem fasádních barev pro historické budovy Pražského hradu a různé další památky v Česku i jinde.
V roce 2011 Jan Bárta založil Spolek Radecký Praha, jehož cílem je oživení památky polního maršála Josefa Václava Radeckého z Radče a obnovení jeho pomníku na Malostranském náměstí v Praze. Toto úsilí podpořilo mnoho historiků. Bárta zdůrazňuje, že Radecký byl velkou českou historickou osobností ze starého českého šlechtického rodu a jeho pražský památník byl krásným uměleckým dílem. V rozhovoru pro iDNES.cz Bárta uvedl, že „Některé slavné osobnosti ze zemí Koruny české se nacionalistům podařilo v učebnicích dějepisu zdeformovat, respektive zatajit skutečnou podobu doby, v níž žili a pracovali. Vznikl tak neblahý český mýtus, který je dodnes hlavní ideologickou silou, jež brání objektivnímu pohledu na naše vlastní dějiny,“ s tím, že cílem jeho spolku je alespoň v případě Josefa Václava Radeckého toto zkreslení napravit. Ve svém textu Několik poznámek k obrazoborectví a pomníkům vůbec vysvětluje, že absence některých zbořených pomníků vymazává část historické paměti a likviduje kořeny, z nichž pocházíme. V únoru 2013 uspořádal Bárta společně s poslanci Gabrielou Peckovou a Danielem Kortem seminář Radecký - dědictví v Poslanecké sněmovně Parlamentu České republiky. V roce 2016 uspořádalo sdružení velké oslavy 250 let od narození Radeckého v jeho rodných Sedlčanech (pod záštitou tamní radnice) a v Praze. V Sedlčanech byla při té příležitosti odhalena Radeckého pamětní deska. Jan Bárta byl také jedním z editorů jubilejní sborníku Maršál Radecký: od vojevůdce k pomníku, který spolek vydal u příležitosti tohoto výročí.
Od roku 2013 je místopředsedou Klubu za starou Prahu, významné organizace zabývající se ochranou historických památek v Praze. 
V květnu 2013 obdržel na Audienci u císaře Karla I. v Brandýse nad Labem z rukou arcivévody Karla Habsbursko-Lotrinského pamětní medaili k dvousetletému výročí setkání tří panovníků.
Bárta je monarchista, od roku 2001 je členem Koruny České (monarchistické strany Čech, Moravy a Slezska), v letech 2014–2018 byl zemským hejtmanem strany pro Čechy. Za Korunu Českou vystoupil několikrát v České televizi, například v pořadu Politické spektrum na téma „Kam kráčí pravice?“.

## Publikace
- BÁRTA, Jan. Sanace vlhkého zdiva II. [Praha]: Česká stavební společnost, Vědeckotechnická společnost pro sanace staveb a péči o památky (WTA CZ), 2006. ISBN 80-02-01802-8.

- BÁRTA, Jan, Zdeněk HOJDA, Jarmila ŠTOGROVÁ, ed. Maršál Radecký: od vojevůdce k pomníku : jubilejní sborník k 250. výročí narození. Praha: Spolek Radecký, 2016. ISBN 978-80-88073-14-7.